# Rodolfo Blanco
Rodolfo Blanco (14 de junio de 1966) es un ex boxeador colombiano quien obtuvo el título de peso mosca de la Federación Internacional de Boxeo (FIB) en 1992.
Se convirtió en boxeador profesional en 1982. En 1987 se enfrentó con Myung Woo Yuh por el título de peso minimosca de la Asociación Mundial de Boxeo, perdiendo por nocaut en el octavo asalto. En 1990 volvió a enfrentarse por un título mundial, esta vez en el peso mosca. El boxeador norirlandés Dave McAuley le venció por decisión unánime para mantener el título de la FIB. Dos años después, el 11 de junio de 1992, se encontraron de nuevo, esta vez con Blanco prevaleciendo por decisión unánime y llevándose el título.
El 11 de noviembre de 1992, en su primera defensa, perdió el título cuando el tailandés Pichit Sitbangprachan lo noqueó en tres asaltos. Rodolfo no volvió a ganar otro campeonato mundial, aunque sí ganó el título de peso supermosca de la Federación de Boxeo de América del Norte en 1997. El año siguiente se enfrentó a Johnny Tapia por los títulos de súper mosca de la FIB y la OMB, perdiendo en doce asaltos.
Blanco siguió luchando hasta 2002.